# كراش كورس
كراش كورس (بالإنجليزية: Crash Course) هي قناة يوتيوب تعليمية أنشأت من قبل الأخوين غرين (green brothers)، وهما هانك جرين وجون غرين، وهما معروفين بقناتهما (Vlogbrothers). قدَّم الأخوان جون وهانك في الأساس دورات للمشاهدين في عدة مجالات من العلوم والعلوم الإنسانية،  وتوسع البرنامج منذ ذاك الحين، ليشمل حلقات مشتركة تقدم من قبل ضيوف إضافيين.
كان كراش كورس واحدًا من ضمن أوائل قنوات اليوتيوب في مبادرة اليوتيوب ل 100 مليون قناة مبتكرة. أطلق كراش كورس عرضه بتاريخ 2 ديسمبر 2011. وبحلول 29 نوفمبر 2016 حازت قناة كراش كورس على أكثر من 5 ملايين مشترك، وحصدت حولي 490 مليون مشاهدة (حتى مارس 2015). أعلن هانك غرين في شهر نوفمبر من عام 2014 عن عقد شراكة بين القناة واستوديو (PBS) الرقمي ممل مكنهم من إصدار حلقات أكثر، بدايةً من شهر يناير عام 2015.
ثمة تحديدًا 17 موسمًا من «كراش كورس» حيث قدم هانك غرين ستة مواسم وقدم أخوه جون خمسة مواسم. وبالاشتراك مع إيميلي غرازلي قدموا برنامج التاريخ الكبير (Big History). وإلى جانب الشراكة مع PBS، وأيضًا مع توقف جون لمدة عام عن أداء البرنامج عام 2015، تم إحضار مقدمين إضافيين لزيادة أعداد حلقات البرنامج المتفق عليه وهم: فل بليت (علم الفلك)، كرايج بينزين (السياسة وحكومة الولايات المتحدة)، أدريني هيل وجاكوب كليفورت (كلاهما في الاقتصاد)، شيني سومارا (فيزياء)، أندريه ميدوس (الألعاب) وميريام نيلسن (الجغرافيا البشرية). وتم إنشاء قناة أخرى (كراش كورس الأطفال) وتم تقديمها من قبل سابرينا كروز وأكملت موسمه الأول، العلوم.

## نظرة عامة على البرامج
| البرامج | البرامج                         | الحلقات | الحلقات المذاعة | وقت عرض البرامج                         | نهاية البرامج                             | المقدم                           |
| ------- | ------------------------------- | ------- | --------------- | --------------------------------------- | ----------------------------------------- | -------------------------------- |
|         | تاريخ العالم تاريخ العالم 2     | 42 30   | 42 30           | 26 يناير 2012 11 يوليو 2014             | 9 نوفمبر 2012 4 أبريل 2015                | جون غرين                         |
|         | الأحياء                         | 40      | 40              | 30يناير 2012                            | 29 أكتوبر 2012                            | هانك غرين                        |
|         | البيئة                          | 12      | 12              | 5نوفمبر 2012                            | 21 يناير 2013                             | هانك غرين                        |
|         | الأدب الإنجليزي الأدب 2 الأدب 3 | 8 16 9  | 8 16 9          | 15نوفمبر 2012 27فبراير 2014 7يوليو 2016 | 24 يناير 2013 12 يونيو 2014 8 سبتمبر 2016 | جون غرين                         |
|         | تاريخ الولايات المتحدة          | 48      | 48              | 31 يناير 2013                           | 6 فبراير 2014                             | جون غرين                         |
|         | الكيمياء                        | 46      | 46              | 11فبراير 2013                           | 13 يناير 2014                             | هانك غرين                        |
|         | علم النفس                       | 40      | 40              | 3 فبراير 2014                           | 24 نوفمبر 2014                            | هانك غرين                        |
|         | التاريخ العظيم                  | 10      | 10              | 17 سبتمبر 2014                          | 9 يناير 2015                              | هانك غرين جون غرين إيميلي جرازلي |
|         | التشريح وعلم وظائف الأعضاء      | 47      | 47              | 6 يناير 2015                            | 21 ديسمبر 2015                            | هانك غرين                        |
|         | علم الفلك                       | 47      | 47              | 15 يناير 2015                           | 21 يناير 2016                             | فيل بلايت                        |
|         | السياسة وحكومة الولايات المتحدة | 50      | 50              | 23 يناير 2015                           | 4 مارس 2016                               | كرايج بينزين                     |
|         | الأطفال: العلوم                 | 95      | 95              | 3 مارس 2015                             | 16 مارس 2016                              | سابرينا كروز                     |
|         | الملكية الفكرية                 | 7       | 7               | 23 أبريل 2015                           | 25 يونيو 2015                             | ستان مولر                        |
|         | الاقتصاد                        | 35      | 35              | 8 يوليو 2015                            | 9 يونيو 2016                              | أندريه هيل جاكوب كليفورد         |
|         | فلسفة                           | 46      | 43              | 8 فبراير 2016                           | TBA                                       | هانك غرين                        |
|         | فيزياء                          | 48      | 39              | 31 مارس 2016                            | TBA                                       | شيني سومارا                      |
|         | ألعاب                           | 29      | 29              | 1 أبريل 2016                            | 16 ديسمبر 2016                            | أنريه ميدوس                      |
|         | الجغرافيا البشرية               | TBA     | 0               | TBA                                     | TBA                                       | ميريام نيلسين                    |

## الإنتاج
تم تصوير كلًا من برنامجي العلوم والفلسفة في ميزولا، مونتانا وذلك في مبنى ستوديو يتم بع أيضًا تسجيل برنامج (SciShow). تم تصوير برنامجي الأحياء والبيئة أمام مفتاح الكروما. بداية من موسم الكيمياء، تم تصوير هذه المواسم في مبنى ذا معدات جديدة. هذه المواسم تم إنتاجها وتعديلها من قبل نيكولاس جينكيز، وتم تصميم الصوت فيها من قبل مايكل أراندا، بينما كان بلاك دي باستينو بمثابة المحرر النصي.
أما برنامج العلوم الإنسانية (عدا الفلسفة والاقتصاد) فتم تصويرهم في إنديانابوليس، إنديانا، ويعد كذلك موطنًا لبرنامج (The Art Assignment) و (Healthcare Triage). تمإنتاجهم وتعديلهم من قبل ستان مولر، مارك أولسن وبراندون برنجارد.
تم تصوير كراش كورس كيدز في استوديو بمدينة تورنتو (أونتاريو)، تم إخراج البرنامج من مايكل أراندا، وتم إخراج البرنامج من قبل مايكل أراندا، وتم إنتاجه من قبل مجموعة كراش كورس ميسولا.
تم تصوير كراش كورس الاقتصاد في موقع يوتيوب في لوس أنجلوس، كاليفورنيا، وتم إنتاجه من قبل مجموعة إنديانابوليس.
أما التصميم الجرافيكي في كل البرامج عدا الأحياء والبييئة مقدم من قبل Thought Café.

### التمويل

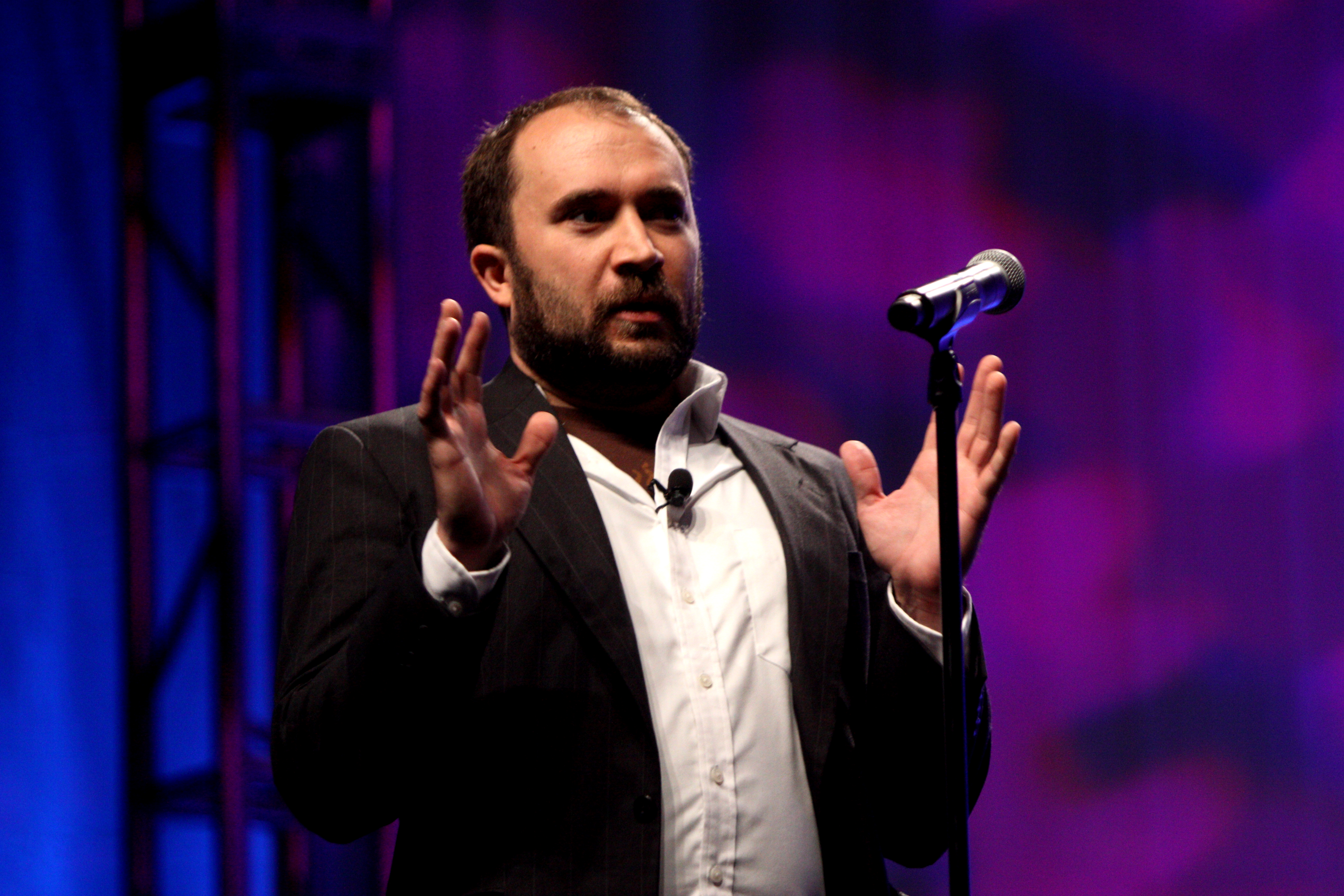
كرايج بينزين مقدم السياسة وحكومة الولايات المتحدة، قدم كجزء من اتفاقية الاستوديو الرقمي PBS للتمويل.

قناة اليوتيوب (كراش كورس) أعلن عنها في ديسمبر 2011، وانطلقت في يناير 2012 كواحدة من أوائل قنوات اليوتيوب المبتكرة والممولة. أعلن جون غرين في أبريل 2013 أن كراش كورس كان يتعرض لمصاعب مادية. وعبر هانك غرين عن استيائه من طرق تغييرات اليوتيوب وتحكمه في الموقع.
نفذت الأموال التي كان مصدرها من جوجل في نهاية الأمر، وبعد قيام الأخوين غرين بحوار مع اليوتيوب بوقت قصير، قررت قناة الأخوين (VlogBrothers) الإعلان عن (Subbable) وهو موقع تمويل جماعي حيث يستطيع المشاهدون التبرع فيه شهريًا إلى القنوات في مقابل الامتيازات التي يحصلون عليها. التبرع اختياري، حيث صرح هانك غرين «نحن نهدف إلى فكرة مثالية وهو أن الجمهور غير مطالب بالدفع للأشياء لأنه مجبر بل يفعل ذلك لأنه مهتم بالأشياء التي يحبها ويرغب في جعلها تكمل نموها». كان كراش كورس أول قناة وبرنامج يتم عرضه على (Subbable)، ومنذ تلك النقطة فصاعدًا تم تمويله من قبل الموقع. في مارس عام 2015 تم الحصول على (Subbable) من قبل Patreon
 وانتقل الممولون لكراش كورس إلى Patreon.
في 2014 أعلن كراش كورس شراكته مع الاستوديو الرقمي PBS حيث ستسضيف الشراكة بينزين وبلايت، بحيث يقوموا بتقديم السياسة وحكومة الولايات المتحدة وكذلك علم الفلك على التوالي. كذلك أعلن هانك غرين عن أنه سيقدم برنامج عن التشريح وعلم وظائف الأعضاء وهناك مقدم آخر سيقدم عن برنامج عن الاقتصاد، بينما يأخذ جون إجازة من البرنامج لمدة عام.

## دورة العلوم الإنسانية
جون غرين واحد من (VlogBrothers) بدأ برنامجه المعروف ببرنامج تاريخ العالم على كراش كورس في 26 يناير 2012. وبصفة عامة أشار جون إلى الدروس التي يعطيها بلقب (العلوم الإنسانية).
كنتيجة للشراكة مع استوديو PBS الرقمي، واتخاذ جون قرارًا للتوقف عن العمل في كراش كورس عام 2015، تم تقديم أشخاص آخرين لتقديم دروس العلوم الإنسانية مثل كرايج بينزين (الحكومة)، أدريان هيل وجاكوب كليفورد (الاقتصاد)، وأندريه ميداوس (الألعاب).
الموضوع السادس للدورة البرنامج الذي يقدمه هانك عن الفلسفة. والذي تم إنتاجه من قبل فريق في ميسولا والذين قاموا سابقًا بإنتاج سلسلة العلوم.

### تاريخ العالم/ تاريخ العالم الموسم 2

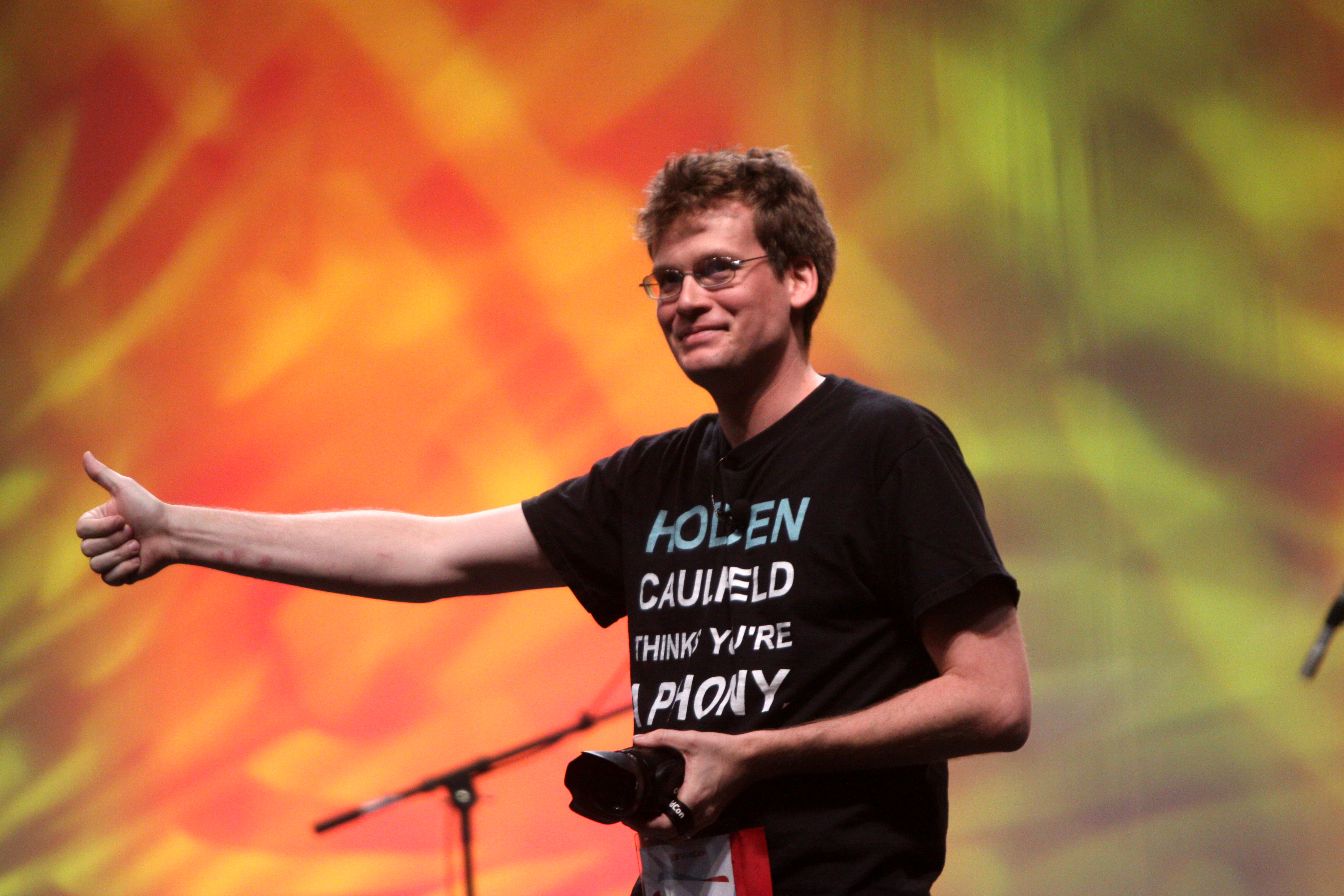
Author جون غرين ، المؤسس المساعد لكراش كورس ومقدم تاريخ العالم، الأدب الإنجليزي وتاريخ الولايات المتحدة.

كراش كورس تاريخ العالم  كانت أول سلسلة تم عرضها على قناة كراش كورس بدأت من 26 يناير حتى 5 نوفمبر 2012.
وفي يناير 2012 بدأ البرنامج بموضوع (الثروة الزراعية)، وعرضت حلقة جديدة على اليوتيوب كل خميس. وخلال الحلقة يعمل غرين، مقدم البرنامج غرين المنتج التنفيذي، على تقديم موضوع عرض في بداية الفيديو.
يكتب البرنامج راول مايور وهو معلم التاريخ السابق لغرين في مدرسة الربيع الهندية، وتتم المراجعة ووضع الإضافات من قبل غرين.
يتضمن برنامج كراش كورس (تاريخ العالم) مواضيع مثل «الرسالة المفتوحة» حيث يقرأ غرين رسالة رسالة مفتوحة لشخصية تاريخية، زمن تاريخي، موضوع تايرخي أو مفهوم تاريخي. أحيانًا يتناقش غرين مع نسخة ساذجة مصغرة من نفسه والتي يلقبها بـ (أنا في الماضي)، هذه الشخصية عادة ما يكون لها تصريحات أو أسئلة ساذجة عن الموضوع.
في كراش كورس تاريخ العالم كثيرا ما يشجع جرين مشاهديه على تجنب النظر إلى التاريخ من خلال المركزية الأوروبية أو تاريخ «الرجل العظيم»، ولكن أن يكونوا على علم بسياق تاريخي أوسع. كراش كورس (تاريخ العالم) الذي تم تصويره في أنديانابوليس، يحظى بمتابعة واسعة حيث جذب الملايين من المشاهدين. فهو جاذب للطلاب الأمريكيين الذين يأخذون حصص دراسة في التاريخ العالمي والامتحانات، العديد من الطلاب والمعلمين يستخدمون هذه الفيديوهات ليكملوا بها دروسهم. هناك حلقات متعددة تم عرضها في المنشورات الإخبارية على الإنترنت.
انتهى عرض البرنامج في 9 نوفمبر 2012 بعد عرض 42 حلقة. ومع ذلك في 27 يونيو 2014، وعن طريق فيديو دعائي، أعلن جون غرين عن أن تاريخ العالم سيعود بموسم ثانٍ، وسيتم عرض 30 حلقة منه. انتهى عرض الموسم الثاني في الرابع من أبريل 2015. وقد قام بوضع بعض التوقعات المستقبلية، وأنهى برنامجه بشكر جميع المشاهدين على المتابعة.

### الأدب الإنجليزي/الأدب الموسم 2/ الأدب الموسم 3
كان البرنامج الثاني لجون على قناة كراش كورس تحت عنوان الأدب الإنجليزي.والذي تم عرضه أولًا كثمانية حلقات مصغرة، وذلك بداية من 15 نوفمبر 2012. وشملت الأعمال التي تمت تغطيتها في البرنامج (روميو وجولييت)، (الحارس في حقل الشوفان)، (غاتسبي العظيم) وقصائد إيميلي ديكنسون.
أعلن جون غرين في فبراير 2014 أن برنامجه تاريخ الولايات المتحدة، سيعقبه برنامج الأدب الموسم الثاني على كراش كورس. حيث بدأ الموسم الثاني في 27 فبراير 2014 وتم عرض 14 حلقة، وتمت فيه تغطية أعمال قديمة مثل الأوديسة والأوديبية وروايات مثل أن تقتل طائرا بريئا، فرانكشتاين ومحبوبة.
أعلن جون في يناير 2016 أن هناك موسم ثالث للأدب في كراش كورس وربما يتم عرضه في الصيف. وهذا الموسم سيعرض مغامرات هكلبيري فين، الرجل الخفي (رالف إليسون)، مئة عام من العزلة، سولا، أمير الذباب وأيضًا سوناتات شكسبير.

### تاريخ الولايات المتحدة
في 24 يناير عام 2013، ومع نهاية برنامج الأدب في كراش كورس، أعلن جون غرين أنه سيعقبه برنامج تاريخ الولايات المتحدة بداية من 31 يناير 2013، وذلك بموضوع «الأسطورة السوداء، الأمريكيون الأصليون، والاسبان» واتباعًا للأسلوب ذاته الذي تم عرضه في التاريخ العالمي يضع غرين تركيزه على اتخاذ وجهة النظر المتفتحة والغير غربية للتاريخ الأمريكي. وتحل محل «الرسالة المفتوحة» جزء جديد يسمى «وثيقة الغموض» حيث يأخذ غرين مخطوطة من حجرة الموقد السحرية ويقرأها بصوتٍ عالٍ، وعليه أن يخمن مؤلفها ومصدر العمل المقتبس منه، فإن أخطأ تتم معاقبته من قبل قلم الصدمة. ويغيب المونولوج بشكل كبير. تظهر صور مرتبطة بأمريكا تعلو العلم الأمريكي مع تأثيرات صوت الجيتار، كلما تمت الإشارة إلى فخر وطني أو تأثير كبير للولايات المتحدة. انتهت الحلقات في 6 فبراير 2014. وكما هو الحال في تاريخ العالم، تمت كتابة كراش كورس تاريخ الولايات المتحدة من قبل راول مايور.

### السياسة وحكومة الولايات المتحدة
وكجزء من الشراكة مع الاستوديو الرقمي PBS، تم إحضار كرايج بينزين والمعروف على اليوتيوب أيضًا بـWheezyWaiter ليقدم سلسلة السياسة وحكومة الولايات المتحدة. قال بينزين أن البرنامج سيقدم نظرة عامة عن كيف يفترض أن تعمل حكومة الولايات المتحدة، وطريقتها الحقيقية في الإدارة والعمل. وقال أيضًا أنه سيعلم عن فروع الحكومة، السياسات، الانتخابات، الحفلات السياسية والكثير من الأمور الأخرى.
بدأت السلسلة في 23 يناير 2015 وانتهت في 4 مارس 2016.

### الاقتصاد
في تصريح هانك خلال شهر نوفمبر عام 2014 وذلك عن شراكة PBS وعن برامج كراش كورس الجديدة في 2015، ذكر أن برنامج كراش كورس الاقتصاد يتم العمل عليه، ولكن لم يتم تحديد مقدمه بعد. في فبراير 2015، أعلن جون أن أدريني هيل وجاكوب كليفورد سيقومان بتقديمه. وفي يوليو 2015 طرح فيديو دعائي على كراش كورس. بدأ البرنامج في 8 يونيو 2015 وانتهى في 9 يونيو 2016.

### الفلسفة
أعلن هانك غرين في 18 يناير 2016 أنه سيعرض سلسلة جديدة عن الفلسفة في فبراير 2016. وفي الثامن من فبراير عرضت أول حلقة من برنامج الفلسفة. برنامج الفلسفة هو أول سلسلة تتضمن شركة راعية وهي سكويرسبيس (Squarespace). هذه السلسلة تم إنتاجها من قبل مجموعة برنامج العلماء في ميولا-مونتانا. كما تركز هذه السلسلة على القضايا المتعلقة بالمنطق وفلسفة العلوم.

### الألعاب
في 25 مارس 2016، رفعت قناة كراش كورس عرضًا لمدة دقيقتين عن كراش كورس الألعاب. حيث سيغطي عدة أنواع من الألعاب. متضمنًا العاب الطاولة، العاب الفيديو، العاب الكروت، الرياضات المختلفة وأكثر من ذلك. مقدم البرنامج أندرو ميداوس وعرض في 1 أبريل 2016.

### الجغرافيا البشرية
في 12 أكتوبر 2016 رفعت قناة كراش كورس فيديو طوله 90 ثانية لكراش كورس الجغرافيا البشرية. حيث يتحدث البرنامج عن ماهية الجغرافيا البشرية، وسيناقش البشر في إطار عالمهم، يقدم البرنامج من قبل ميريام نيلسن.
تم العرض الأول في 19 أكتوبر 2016 والثاني في الاسبوع التالي، ومع ذلك تم ازالتهما في 27 أكتوبر. نشر جون غرين على تويتر «لقد وصلتنا بعض الأشياء الهامة بصورة خاطئة وسيتم إعادة صياغة السلسلة لنجلب لكم سلسلة أفضل في غضون أشهر قليلة». في 31 أكتوبر 2016 وضح جون غرين أن الفيديوهات تمت ازالتها بسبب الأخطاء واللهجة الحادة، وقال أن السبب سرعة الإنتاج ومشاكل الميزانية.

## العلوم

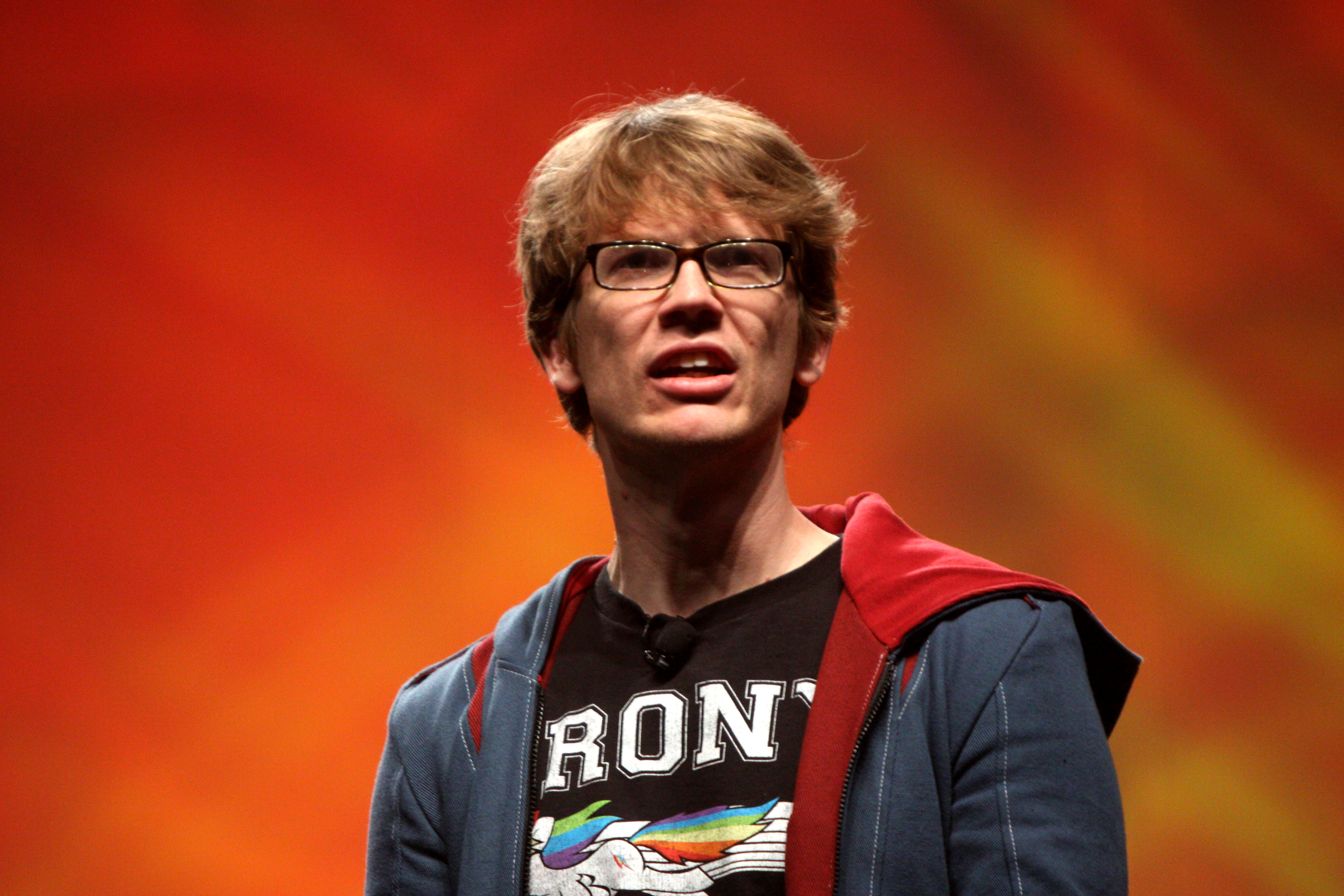
هانك غرين،المؤسس المساعد لكراش كورس،قدم العديد من الدورات العلمية في السلسلة.

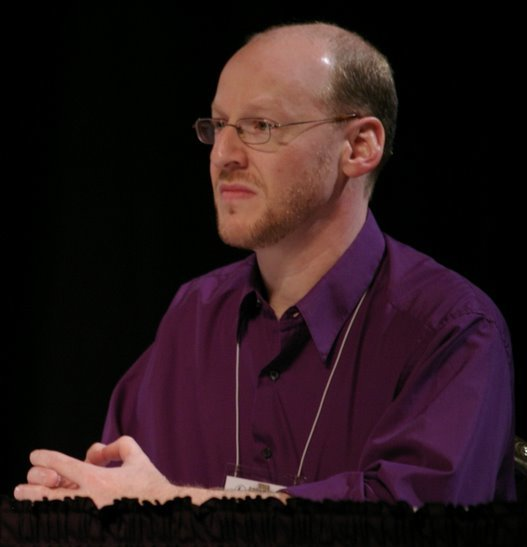
فيل بلايت مقدم علم الفلك.

بدأهانك غرين سلسلة كراش كورس الأحياء في 30 يناير 2012. أشار جون إلى سلسلة هانك (بالإمور العلمية) نظير دروسه في العلوم الإنسانية. وكجزء من الشراكة مع استوديو PBS الرقمي، تم إحضار مقدمين إضافيين ليقدموا برامج جديدة مثل فيل بلايت (علم الفلك) وشيني سومارا (الفيزياء).

### الأحياء
عرض أول برنامج لهانك غرين تحت عنوان كراش كورس الأحياء. في 30 يناير 2012 عرض موضوع «لهذا السبب الكربون متشرد»، وعرضت حلقة جديدة كل يوم اثنين على اليوتيوب حتى 22 أكتوبر 2012. استخدم البرنامج الفكاهة ليجمع المتعة بمحتواه العلمي. ويوجد فقرة في البرنامج بعنوان "Biolo-graphy"، والتي يعتمد فيها جرين على سيرة ذاتية قصيرة لشخص عادة ما يرتبط بموضوع الحلقة العام. في يوليو 2012 عرضت في مقالة ماشبل حلقة كراش كورس التي تحدثت عن التشريح المقارن.

### علم البيئة
في آخر حلقة من كراش كورس الأحياء أفصح غرين أن كراش كورس البيئة سيعقبه وسيتبع نفس نهج كراش كورس الأحياء. بدأ في 5 نوفمبر 2012 واستمر 12 حلقة.

### الكيمياء
في يناير 2013 أعلن هانك جرين أن السلسلة القادمة ستكون كراش كورس الكيمياء، وستتبع نفس نهج سلسلة الأحياء والبيئة. وتحدث عن أهمية الكيمياء للعالم. وتحدث عن البرنامج في فيديو تعريفي قصير مدته دقيقتين. بدأهذا البرنامج في 11 فبراير 2013.

### علم النفس
في 3 يناير 2014 أعلن هانك غرين عن سلسلة علم النفس، قبل عرضه في 3 فبراير.

### التشريح وعلم وظائف الأعضاء
في 15 يناير 2014 أعلن هانك غرين أنه سيقدم سلسلة جديدة عن التشريح ووظائف الأعضاء في 2015. بدأت السلسلة في 6 يناير 2015.

### علم الفلك
بدأ فيل بلايت دروس علم الفلك في 15 يناير 2015. وذكر أن هذه السلسلة ستغطي المواضيع الأساسية في علم الفلك مثل الحركة في السماء والمراقبة بالعين المجردة والكواكب والكون والنجوم والمجرات والكون بأسره.

### الفيزياء
في 29 يناير 2016 تم تأكيد أن كراش كورس الفيزياء سيبدأ في نهاية مارسوسيتم تقديمه من قبل شيني سومارا. تم عرض فيديو دعائي مدته دقيقتين عن كراش كورس الفيزياء على يوتيوب في 18 فبراير 2016. وبدأالبرنامج في 31 مارس 2016.

## برامج أخرى

### التاريخ العظيم
في مارس 2014 ذكر جون غرين عن موسم مقبل لكراش كورس مكون من عشر حلقات سيعرض تحت عنوان التاريخ العظيم. ممولا من إحدى منظمات بيل جيتس. عرض البرنامج لأول مرة على قناة مشروع التاريخ العظيم بدلا من قناة كراش كورس. التاريخ العظيم هذا يحدد تاريخ البشرية منذ الانفجار العظيم حتى تطور الحياة. وكلا من الأخوين غرين يقدمان السلسلة وتشارك إيميلي في التقديم كضيفة.
في 17 سبتمبر 2014 نشرت أول حلقة من كراش كورس التاريخ العظيم على قناة كراش كورس (يوتيوب)، بعد شهر واحد من عرضه على مشروع التاريخ العظيم.

### الملكية الفكرية
في فبراير 2015 أعلن جون غررين أن منتج كراش كورس ستان ميلير سيقدم سبع حلقات قصيرة عن الملكية الفكرية.

### كراش كورس الأطفال
في 23 فبراير 2015 أعلن عن سلسلة جديدة «كراش كورس كيدز» من خلال فيديو على يوتيوب. تقدم هذه السلسلة من قبل سابرينا كروز، والمعروفة على يوتيوب بـNerdyAndQuirky.

## البرامج القادمة
في 8 يوليو 2016 غرد جون أن اختبارات الأداء ستبدأ لمقدم برنامج علوم الكمبيوتر. وفي 2 ديسمبر 2016 أفصح كرياج بينزين أنه سيستضيف سلسلة عن تاريخ الأفلام.
وفي 22 ديسمبر 2016 غرد جون غرين عن عدة برامج في 2017 متضمنة علم اللميثولوجيا، وعلم الاجتماع والذي سيقوم بتقديمه.

## إطلاق الفيديو
تم اطلاق مجموعات DVD لبرنامج الأحياء والموسم الأول من التاريخ العالمي بداية من 31 أكتوبر 2015. وفي يونيو 2016 الموقع الرسمي للبرنامج افتتح مؤخرًا التحميل المجاني لكل حلقات البرنامج.